# Pimpla mahalensis
Pimpla mahalensis är en stekelart som beskrevs av Giovanni Gribodo 1879.
Pimpla mahalensis ingår i släktet Pimpla och familjen brokparasitsteklar. Inga underarter finns listade i Catalogue of Life.